# Poecilia
Die Gattung Poecilia gehört zu den Lebendgebärenden Zahnkarpfen (Poeciliinae). Poecilia-Arten vermehren sich ovovivipar. Es zählen 10 Untergattungen (darunter Poecilia) und 69 Arten zur Gattung, die alle in Süß- und Brackgewässern des südlichen Nordamerika sowie der Antillen, Mittel- und Südamerikas bis zur Mündung des Río de la Plata vorkommen. Sie sind die am weitesten verbreitete Gattung der Lebendgebärenden Zahnkarpfen. 

## Merkmale
Ihre Größe schwankt zwischen etwa zwei Zentimetern (Poecilia dauli) und etwa 15 Zentimetern (Poecilia velifera). Der Körper ist gestreckt bis gedrungen. Die Gonopodien der Gattung sind die kürzesten der Familie. Am Ende befindet sich ein löffelförmiges, fleischiges Tastorgan, das den dritten Strahl des Gonopodiums umschließt.

## Systematik

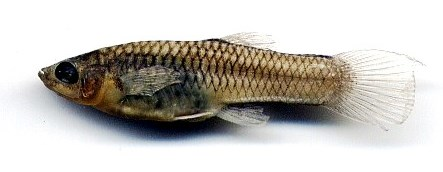
Poecilia reticulata ♀

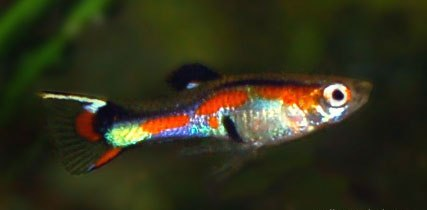
Endlers Guppy (P. wingei)

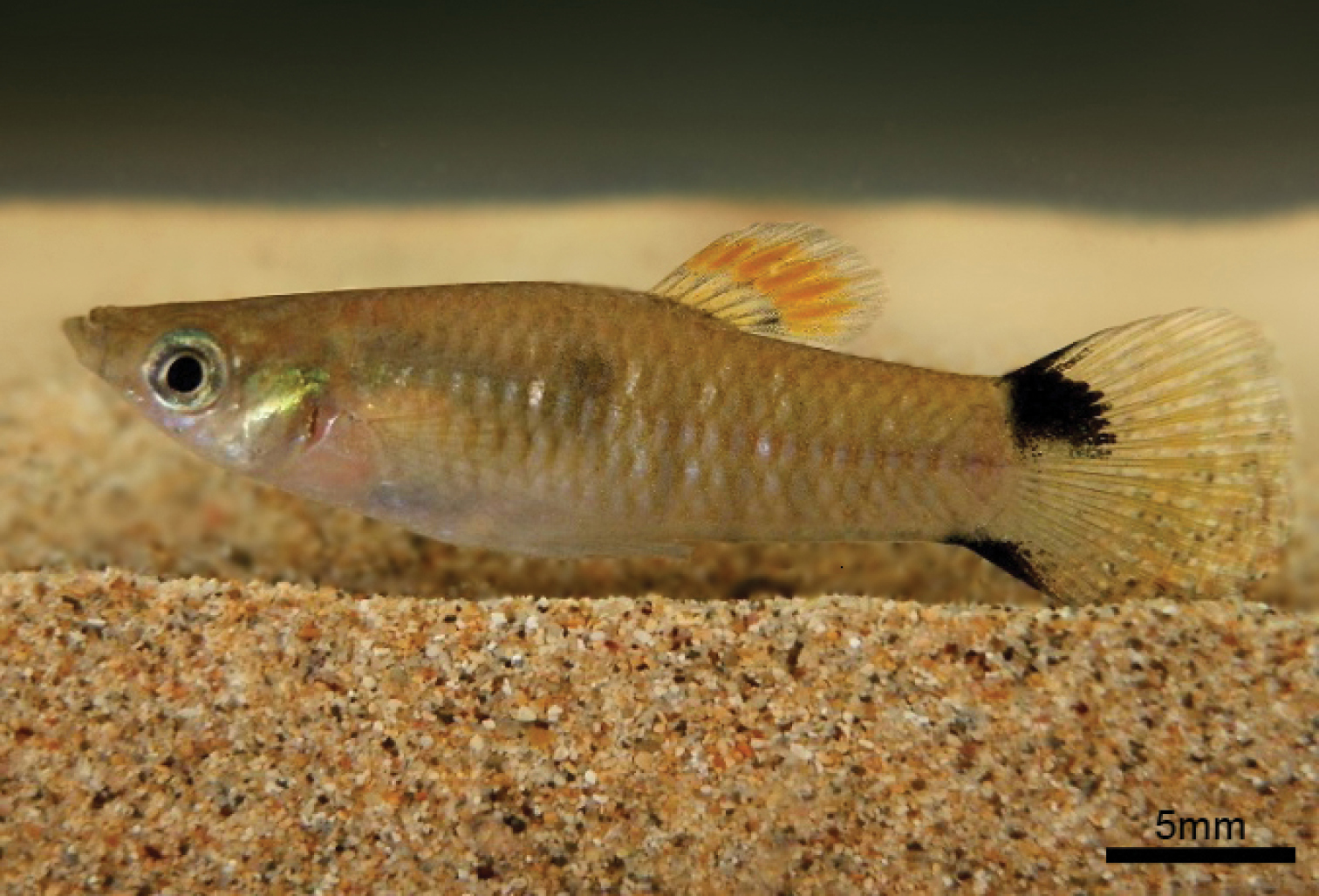
Augenfleckkärpfling (Poecilia vivipara)

Die Gattung Poecilia umfasst folgende 69 Arten in zehn Untergattungen:
- Untergattung Acanthophacelus Eigenmann, 1907

- Poecilia obscura Schories, Meyer & Schartl, 2009 (Oropuche-Guppy)
- Poecilia reticulata Peters, 1859 (Guppy)

Synonyme: Poecilia guppii (Günther, 1866); P. kempkesi Poeser, 2013
- Poecilia wingei Poeser, Kempkes & Isbrücker, 2005 (Endlers Guppy)

- Untergattung Micropoecilia Hubbs, 1926

- Poecilia bifurca (Eigenmann, 1909)
- Poecilia branneri Eigenmann, 1894

Synonyme: Poecilia heteristia Regan, 1909; P. minima Costa & Sarraf, 1997; P. sarrafae Bragança & Costa, 2011; P. waiapi Bragança, Costa & Gama, 2012
- Poecilia parae Eigenmann, 1894

Synonyme: Poecilia amazonica Garman, 1895; P. melanzona (Eigenmann, 1909)
- Poecilia picta Regan, 1913 (Pfauenaugenkärpfling)

- Untergattung Poecilia s.s. Bloch & Schneider, 1801

- Poecilia vivipara Bloch & Schneider, 1801 (Augenfleckkärpfling)

Synonyme: Poecilia holacantha (Hubbs, 1924); P. schneideri Valenciennes, 1821; P. surinamensis Valenciennes, 1821; P. surinamensis (Müller & Troschel, 1844); P. unimaculata Valenciennes, 1821
- Untergattung Allopoecilia Hubbs, 1924

- Poecilia caucana (Steindachner, 1880)
- Poecilia sp. aff. caucana ‘Río Tuira & Río Chepo’
- Poecilia dauli Meyer & Radda, 2000
- Poecilia laurae (Schultz, 1949)

Synonym: Poecilia wandae Poeser, 2003
- Untergattung Mollienesia Lesueur, 1821

- Poecilia formosa (Girard, 1859) (Amazonenkärpfling)

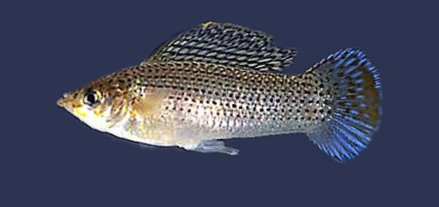
Breitflossenkärpfling (Poecilia latipinna)

- Poecilia latipinna-Komplex

- Poecilia kykesis Poeser, 2002

Synonym: Poecilia petenensis (Günther, 1866)
- Poecilia latipinna (Lesueur, 1821) (Breitflossenkärpfling)

Synonyme: Poecilia lineolata Girard, 1858; P. matamorensis (Girard, 1859); P. multilineata Lesueur, 1821; P. poeciloides (Girard, 1858)
- Poecilia latipunctata Meek, 1904 (Breitpunktkärpfling)

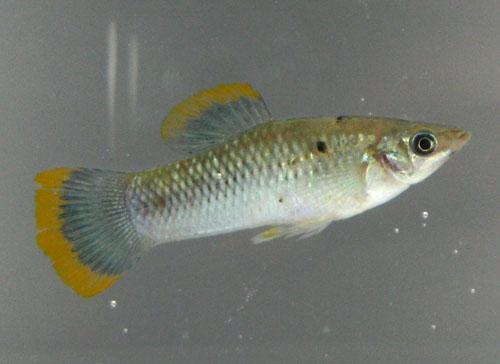
Poecilia salvatoris

- Poecilia velifera (Regan, 1914) (Segelkärpfling)

- Poecilia sphenops-Komplex 

- Poecilia catemaconis Miller, 1975
- Poecilia chica Miller, 1975
- Poecilia marcellinoi Poeser, 1995
- Poecilia maylandi Meyer, 1983

Synonym: Poecilia pallida (de Buen, 1943)
- Poecilia sphenops Valenciennes, 1846 (Spitzmaulkärpfling)

Synonyme: Poecilia fasciata (Müller & Troschel, 1844); P. spilura Günther, 1866
- Poecilia mexicana-Komplex 

- Poecilia boesemani Poeser, 2003
- Poecilia butleri Jordan, 1889

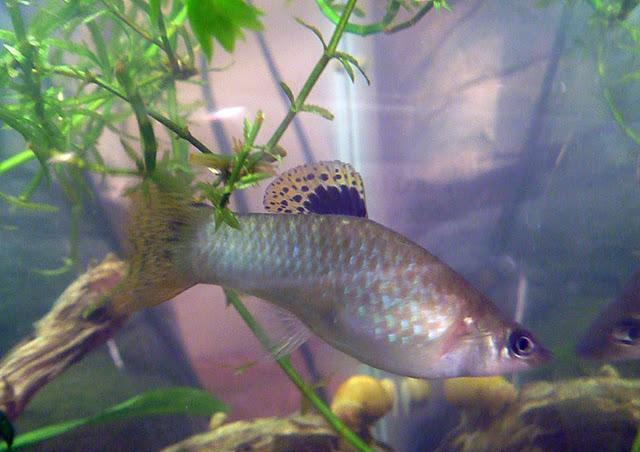
Costa-Rica-Molly (Poecilia gillii)

- Poecilia gillii (Kner, 1863) (Costa-Rica-Molly)

Synonyme: Poecilia boucardii Steindachner, 1878; P. cuneata Garman, 1895; P. mentalis (Gill, 1877); P. parvianalis (Fowler, 1949)
- Poecilia hondurensis Poeser, 2011 (P. petersi (Schindler, 1959) könnte ein Seniorsynonym dieser Art sein)
- Poecilia koperi Poeser, 2003
- Poecilia limantouri Jordan & Snyder, 1899
- Poecilia mechthildae Meyer, Etzel & Bork, 2002
- Poecilia mexicana Steindachner, 1863 (Atlantikkärpfling)

Synonyme: Poecilia altissima (Hubbs, 1936); P. caudata Meek, 1909; P. chisoyensis Günther, 1866; P. dovii Günther, 1866; P. macrura (Hubbs, 1935); P. modesta (Troschel, 1865); P. plumbea (Troschel, 1865); P. spilonota Regan, 1908; P. tenuis Meek, 1907; P. tropica (Meek, 1907); P. vantynei (Hubbs, 1935)
- Poecilia nelsoni (Meek, 1904)
- Poecilia orri Fowler, 1943 (Mangroven-Molly)

Synonym: Poecilia vetiprovidentiae Fowler, 1950
- Poecilia petenensis Günther, 1866

Synonym: Poecilia gracilis (Regan, 1913)
- Poecilia rositae Meyer, Schneider, Radda, Wilde & Schartl, 2004
- Poecilia salvatoris Regan, 1907
- Poecilia sulphuraria (Álvarez, 1948) (Schwefelmolly)
- Poecilia teresae Greenfield, 1990
- Poecilia thermalis Steindachner, 1863
- Poecilia vandepolli van Lidth de Jeude, 1887

Synonym: Poecilia arubensis van Lidth de Jeude, 1887
- Untergattung Pamphorichthys Regan, 1913

- Poecilia akroa Figueiredo & Moreira, 2018
- Poecilia araguaiensis (Costa, 1991)
- Poecilia hasemani (Henn, 1916)
- Poecilia hollandi (Henn, 1916)
- Poecilia sp. aff. hollandi ‘Rio Paraná’
- Poecilia minor (Garman, 1895)
- Poecilia pertapeh (Figueiredo, 2008)
- Poecilia scalpridens (Garman, 1895)

- Untergattung Pseudolimia Poeser, 2002

- Poecilia heterandria (Regan, 1913) (Venezuela-Molly)

- Untergattung Limia Poey, 1854

- Poecilia melanogaster Günther, 1866 (Dreifarbiger Jamaikakärpfling)

Synonyme: Poecilia caudofasciata (Regan, 1913); P. poecilioides (Filippi, 1861); P. tricolor (Stoye, 1933)
- Poecilia versicolor-Komplex

- Poecilia versicolor (Günther, 1866)
- Poecilia zonata (Nichols, 1915)

Synonym: Poecilia nicholsi (Myers, 1931)
- Poecilia vittata-Komplex

- Poecilia caymanensis (Rivas & Fink, 1970)
- Poecilia vittata Guichenot, 1843

Synonyme: Poecilia cubensis (Poey, 1854); P. pavonina (Poey, 1876)
- Poecilia pauciradiata-Komplex

- Poecilia pauciradiata (Rivas, 1980)
- Poecilia yaguajali (Rivas, 1980)

- Poecilia dominicensis-Komplex

- Poecilia dominicensis Valenciennes, 1846

Synonym: Poecilia tridens Hilgendorf, 1889
- Poecilia rivasi (Franz & Burgess, 1983)
- Poecilia sulphurophila (Rivas, 1980)

- Poecilia perugiae-Komplex

- Poecilia perugiae (Evermann & Clark, 1906) (Perugia-Kärpfling)

Synonym: Poecilia melanonotata (Nichols & Myers, 1923)
- Miragoâne-Artenschwarm

- Poecilia fuscomaculata (Rivas, 1980)
- Poecilia garnieri (Rivas, 1980)
- Poecilia grossidens (Rivas, 1980)
- Poecilia immaculata (Rivas, 1980)
- Poecilia islai (Rodriguez-Silva & Weaver, 2020)
- Poecilia mandibularis (Rodriguez-Silva, Torres-Pineda & Josaphat, 2020)
- Poecilia miragoanensis (Rivas, 1980)
- Poecilia nigrofasciata (Regan, 1913) (Schwarzbandkärpfling)

Synonym: Poecilia arnoldi (Regan, 1913)
- Poecilia ornata (Regan, 1913)

- Untergattung Curtipenis Rivas & Myers, 1950

- Poecilia elegans (Trewavas, 1948)

- Untergattung Psychropoecilia Myers, 1935

- Poecilia hispaniolana Rivas, 1978
- Poecilia montana Rosen & Bailey, 1963

Synonym: Poecilia dominicensis (Evermann & Clark, 1906)